# Wahnsdorfer Kuppe
Die Wahnsdorfer Kuppe bildet die höchste Erhebung der Region um Radebeul und Moritzburg und ist Teil des Naturraums Westlausitzer Hügel- und Bergland. Sie befindet sich auf der Grenze von Radebeul zu Moritzburg im Landkreis Meißen in Sachsen.

## Lage und Umgebung
Die Wahnsdorfer Kuppe befindet sich etwa fünf Kilometer nordwestlich der sächsischen Landeshauptstadt Dresden.
Sie liegt unmittelbar auf der Grenze Moritzburg/Radebeul am nördlichen Rand des Radebeuler Stadtteils Wahnsdorf.
Der Berg wird durch ein kleines Hochplateau gebildet, das von Moritzburg kommend gewölbt ansteigt, um dann wieder mit einem etwa 100 m hohen Steilhang in den Elbtalkessel abzufallen.
Auf diesem Plateau befindet sich der Ort Wahnsdorf, dieser besiedelt auch den höchsten Punkt des Plateaus. Am höchsten Punkt wurde 1865 ein Triangulationspfeiler errichtet, 1916 entstand dort die Wetterwarte Wahnsdorf.

## Aussicht
Man hat eine der besten Aussichten vom Strakenweg („Gipfelstein“) auf den Keulenberg mit dem umliegenden Westlausitzer Gebirge (Schwarzenberg, Tännchenberg …) über das Moritzburger Land mit dem Friedewald und das Moritzburger Teichgebiet in die Großenhainer Pflege. Bei guter Sicht sieht man die Stadt Radeburg, in das Lausitzer Bergland, den Gallberg (Boxdorf), den Ort Reichenberg (mit dem gleichnamigen Berg Reichenberg 223 m), den Ort Moritzburg, das Promnitztal, die Mülldeponie Gröbern, teilweise den Collmberg bei Oschatz, weitere Höhen und Täler des als Lausitzer Platte bezeichneten Hochlandes nördlich von Dresden.